# Puccetti Racing
Puccetti Racing è una squadra motociclistica con sede in Italia.
Fondata e gestita da Manuel Puccetti, ha saputo distinguersi nello scenario internazionale, vincendo per due stagioni consecutive il titolo nel campionato mondiale Supersport con il pilota Kenan Sofuoğlu.

## Storia
Nel 1996 Manuel Puccetti iniziò a prender parte alle competizioni sportive e fece il suo esordio come pilota nella 125 SP in campionati regionali. Nel 1998 e nel 1999 corse nel trofeo Aprilia Challenge 250 cm³, concludendo in 12ª posizione su 60 iscritti totali. Nel 2000 Puccetti disputò la stagione su Honda 125 GP e nel 2001 corse con motori a quattro tempi nel campionato italiano Supersport 600 in sella alla Yamaha del team Eros Motor.
Nel 2002 Puccetti decise di fondare una squadra autonoma, dando vita all'Associazione Sportiva Dilettantistica Puccetti Racing. Facendo correre, in sella alla Honda 125 GP, Luca Morelli, Valerio Vitiello e Luciano Valla nel medesimo campionato monomarca. Anche lo stesso Puccetti continuò il suo impegno nelle corse, disputando il Campionato Italiano Supersport con Yamaha, ma a causa di un infortunio, fu costretto ad uscire dalle corse a metà stagione.
Nel 2003 Puccetti concluse con il 4º posto il Trofeo Yamaha, a cui parteciparono 88 iscritti. Fu allora che Puccetti iniziò a far correre anche altri 3 piloti nello stesso trofeo (Bogdan, Castagnetti e Bosi), oltre che a continuare nella 125 GP Honda con Vitiello, Perricelli e Venturi. Nel 2004 Puccetti terminò all'8º posto il trofeo Yamaha R6, schierando in pista altri 4 piloti (Grandi, Faccetti, Vasirani e Camellini) nello stesso campionato e 2 piloti (Brignoli e Mastrandrea) su Honda 125 GP.
Nel 2005 Puccetti disputò 3 gare del campionato Europeo Supersport 600 su Kawasaki, terminando al 10º posto a Cartagena (Spagna), sua miglior prestazione in una gara di livello internazionale. Nel Trofeo Yamaha la squadra continuò a schierare altri 4 piloti: Belletti (sostituito subito per infortunio da Carniglia), Vasirani, Camellini e Faccetti. Il team vinse la classifica degli esordienti con il genovese Andrea Carniglia e arrivò 2º nella under 20 con Faccetti. Il 2005 fu anche l’ultima stagione per il team nel trofeo Honda 125 GP (Brignoli, Ciani, Russo e Vassallo). Nel 2006 Manuel Puccetti disputa la sua undicesima ed ultima stagione come pilota nel campionato Europeo Supersport terminando con un 10º posto in gara a Cartagena, mentre il compagno di squadra Carniglia disputò 3 gare nello stesso campionato. Nel campionato italiano classe Superstock 1000, il team fece correre Mattia Angeloni e Fulvio Faccetti su Yamaha, mentre Andrea Masoni e Alberto Papa corsero nel trofeo Yamaha R6.
Nel 2007 Puccetti divenne team manager a tempo pieno, anno in cui la squadra passa a competere con motociclette Kawasaki. In due gare il pilota Jonatan Gallina nella Coppa Italia - Superstock 600 sfiorò il podio, mentre nell'Europeo Supersport Carniglia disputò 2 gare su Kawasaki. Nel campionato italiano Supersport inizia Gioele Pellino, poi sostituito dopo 2 gare da Diego Giugovaz. Sempre nel 2007 il team Puccetti Racing, per la prima volta, concluse sul podio l'ultima gara dell'Europeo Supersport a Cartagena con un 3º posto. Nella stagione 2008 Kawasaki Italia strinse un rapporto di collaborazione con il team Puccetti Racing che divenne team Kawasaki Supported e, grazie anche al supporto di Metzeler, Cristiano Migliorati (con 2 podi a Monza e Vallelunga) portò la moto del team al 4º posto del campionato Italiano Supersport, mentre Mirko Giansanti finì al 3º posto in classifica generale. Tom Caiani, terzo pilota del team, conquistò il titolo del CIV Supersport under 21.
Nella stagione 2009, per il secondo anno consecutivo, il team concluse la stagione al 3º posto nella classifica nazionale dei team Supersport, mentre in classifica generale Cristiano Migliorati (2 podi, Mugello 2º e Misano 3º) terminò con il 3º posto. Nella gara di Imola del campionato mondiale Supersport, con una wildcard Migliorati concluse al 12º posto, conquistando 4 punti mondiali. Secondo pilota del team in questa annata fu Danilo Marrancone. Nello stesso anno nasce anche lo junior team con Caiani e Busiello nel campionato italiano Superstock 600.
Il Kawasaki Puccetti Racing nel 2009 si confermò team ufficiale Kawasaki Italia e team sviluppo Metzeler, collaborazione che continuò anche nel 2010. Cristiano Migliorati nel campionato Italiano Supersport riuscì a conquistare 3 podi (due secondi posti ed un 3º), chiudendo secondo in graduatoria (a pari punti con Dionisi e Ferruccio Lamborghini). Per il pilota bresciano da segnalare in anche l'8º posto ottenuto nel mondiale nella gara di Imola. Il team fu costretto a sostituire l'infortunato Alessio Palumbo alla prima del campionato italiano a Vallelunga con Diego Giugovaz, concludendo la gara all'ottavo posto.
Nella stagione 2011 Mirko Giansanti e Stefano Cruciani totalizzarono 6 podi al campionato italiano Supersport, con Cruciani che ha fatto segnare la prima vittoria del team nella categoria tricolore. Con la partecipazione a 6 gare mondiali, Giansanti concluse 12º al mondiale nella gara di Monza, mentre Cruciani segnò il 9º piazzamento al mondiale nella gara di Imola.
Nella stagione 2012 il Kawasaki Puccetti Racing ottenne 7 podi in 8 gare nel campionato italiano Supersport, con Stefano Cruciani che concluse al 2º posto in campionato ed ottenne anche 3 wild card per disputate il mondiale Supersport a Monza, Brno e Misano, dove concluse rispettivamente 5º e 8º, mentre a Misano fu costretto al ritiro. Mirko Giansanti finì 3º nel CIV. A metà stagione arrivò un terzo pilota nel team, Andrea Agnelli, campione R6 CUP 2010. Luca Oppedisano fu scelto per il campionato italiano Superstock 600.
Nel 2013, grazie alla neonata collaborazione con la Federazione Motociclistica Italiana e all’ ingresso del main Sponsor San Carlo, il team prese la denominazione di San Carlo Puccetti Racing - Team Italia FMI. Nella struttura di riferimento di Kawasaki Italia furono ben 6 i piloti a disputare una stagione con la squadra capitanata da Manuel Puccetti. Il Team fu impegnato su 3 fronti ottenendo: la vittoria del campionato italiano Supersport con Stefano Cruciani ed il terzo posto in campionato con Mirko Giansanti, la vittoria del campionato europeo Superstock 600 con Franco Morbidelli ed il secondo posto in campionato per Alessandro Nocco. Nel campionato mondiale Supersport corse con Riccardo Russo.
La stagione 2014 riconfermò i programmi sportivi della stagione precedente. Nel campionato italiano Supersport Cruciani conquistò il 3º posto. Marco Faccani conquistò la vittoria del campionato europeo Superstock 600. Nel mondiale Supersport invece a Roberto Tamburini venne affiancato da Alessandro Nocco. Nelle ultime 3 gare della stagione del mondiale Supersport il team acquisì come terzo pilota il turco Kenan Sofuoğlu.
Nella stagione 2015 il team reggiano vinse il mondiale Supersport e l'europeo Superstock 600 con i piloti Kenan Sofuoğlu e Toprak Razgatlıoğlu. Da segnalare anche il 2º e 5º posto per il San Carlo Team Italia nell’Europeo Superstock 600 con Rinaldi e Tucci, e il 2º posto finale per Stefano Cruciani nell'italiano Supersport.
Nella stagione 2016 il team si conferma campione del mondo Supersport con Kenan Sofuoğlu, il pilota turco, in questo frangente, vinse il suo quinto titolo mondiale in carriera. Randy Krummenacher terminò terzo nel mondiale Supersport. Il team aiuta inoltre Kawasaki a vincere il secondo mondiale costruttori consecutivo. Ottenne inoltre il titolo di Campione europeo Supersport con l'italiano Axel Bassani. Toprak Razgatlioglu nella Superstock 1000 FIM Cup 2016 conquistò due podi nel finale di stagione e, migliore tra i piloti Kawasaki, il quinto posto in classifica finale.
Nel 2017 il pilota turco Sofuoğlu continua a pilotare la Kawasaki ufficiale del team, affiancato da due piloti: l'italiano Michael Canducci ed il britannico Kyle Ryde. Nella Superstock 1000 FIM Cup viene confermato il giovane turco Toprak Razgatlıoğlu. La stagione 2017 segna anche l'esordio del Kawasaki Puccetti Racing nel campionato mondiale Superbike con lo svizzero Randy Krummenacher.
Nel 2018 nel campionato mondiale Supersport a fianco del confermato Kenan Sofuoğlu, viene schierato il giapponese Hikari Ōkubo. Per quanto invece concerne il mondiale Superbike il team Puccetti Racing schiera una sola moto, e promuove nella categoria superiore Toprak Razgatlıoğlu. Il cinque volte campione del mondo Supersport Kenan Sofuoğlu conclude al tredicesimo posto la gara inaugurale in Australia, nonostante una ferita al fianco causata da una caduta nelle qualifiche. Deve rinunciare alle successive tre gare, per poi rientrare in occasione del Gran Premio d'Italia a Imola. Partecipa alle prove, ma poi rinuncia alla gara per annunciare il suo ritiro dalle corse.[6] Il suo posto in squadra viene inizialmente preso da Sheridan Morais, ma nelle ultime quattro prove il team principal Manuel Puccetti decide di puntare su Héctor Barberá, che dopo una carriera trascorsa nel motomondiale si vuole rimettere in gioco nel mondiale delle derivate dalla serie. Barberá non conosce la moto ed il campionato, ma si migliora gara dopo gara, sino a concludere al settimo posto la prova conclusiva di Losail in Qatar. Il giapponese Ōkubo chiude il campionato piloti al tredicesimo posto con 39 punti.
Nel mondiale Superbike, dove il team ospita per due eventi Leon Haslam quale pilota wild card, Razgatlıoğlu chiude nono nella classifica generale con 151 punti ed è secondo nella speciale classifica del Trofeo Indipendenti, riservato ai piloti non ufficiali. A ventuno anni (è nato a Sakarya il 16 ottobre 1996) Razgatlıoğlu conquista il secondo posto a Donington davanti al campione del mondo Rea ed è terzo in Argentina.
Per il 2019 Manuel Puccetti riesce a strappare alla Yamaha Lucas Mahias, campione del mondo Supersport 2017, per puntare alla conquista del titolo mondiale. Assieme al francese ancora Hikari Ōkubo, confermato sulla rinnovata Kawasaki ZX-6R. In Superbike viene confermato Razgatlıoğlu, chiamato ad un ulteriore salto di qualità per riconfermare il notevole talento mostrato nel suo primo anno nella classe regina delle derivate. Inoltre viene schierata una Kawasaki Ninja 400 nel mondiale Supersport 300 affidata a Bahattin Sofuoğlu, che non ottiene punti in stagione. Toprak Razgatlıoğlu vince due gare e ottiene il titolo del Trofeo Indipendenti con 315 punti. In Supersport Mahias riporta Kawasaki alla vittoria dopo più di una stagione di digiunoː vince infatti i Gran Premi di Francia e Qatar mentre Ōkubo, che termina tutte le gare in calendario a punti, chiude quinto in campionato.
Nel 2020 Puccetti affida la Kawasaki ZX-10R a Javier Forés che chiude al tredicesimo posto nel mondiale e al quarto tra gli indipendenti contribuendo alla conquista del titolo costruttori di Kawasaki con un ottavo posto nell'ultima gara stagionale. Forés partecipa anche, senza poter prendere punti, ad una gara del campionato italiano Superbike. Nel mondiale Supersport la coppia di piloti è formata dal confermato Mahias e dall'esordiente Philipp Öttl che chiudono secondo e terzo in classifica. Nel 2021 Mahias rimane col team passando a gareggiare nel mondiale Superbike ed è costretto a saltare gli ultimi tre Gran Premi per infortunio. Il suo posto in squadra viene preso da Esteve Rabat. In Supersport al confermato Öttl viene affiancato il giovane Can Öncü. Entrambi ottengono piazzamenti a podio classificandosi quinto e sesto nel mondiale.
Nel 2022 Mahias è nuovamente sostituito da Esteve Rabat per infortunio, ciononostante migliora le prestazioni dell'anno precedente piazzandosi quattordicesimo nel mondiale e quinto nel Trofeo Indipendenti. In Supersport, il confermato Öncü ottiene otto piazzamenti a podio classificandosi terzo nel mondiale, il nuovo compagno di squadraː Yari Montella, vince gara1 al Gran Premio d'Australia, unico successo stagionale per Kawasaki. Il campionato si chiude al secondo posto in classifica a squadre. Nel 2023 il team sceglie come pilota titolare in Superbike il rientrante Tom Sykes, dopo la rescissione consensuale, la ZX-10RR viene affidata ad Esteve Rabat. Nel mondiale Supersport Can Öncü, dopo aver ottenuto la prima vittoria in carriera a Mandalika in gara uno, è costretto a saltare la parte centrale del campionato per infortunio (venendo sostituito da Lucas Mahias). Le classifiche a squadre vedono Puccetti al quattordicesimo posto in Superbike e all'undicesimo in Supersport.
Il 2024 vede Puccetti confermare il doppio impegno nelle derivate di serie e sceglie di affidarsi agli stessi piloti dell'annata precedente. Senza alcun podio, tra Superbike e Supersport, la squadra Emiliana chiude oltre il decimo posto nella classifica a squadre in entrambe le categorie.